# Андріївка (Кегичівська селищна громада)
Андрі́ївка — село в Україні, у Кегичівській селищній громаді Берестинського району Харківської області. Населення — 602 осіб. До 2020 року орган місцевого самоврядування — Андріївська сільська рада.

## Географія
Село Андріївка розташоване на відстані 3 км від річки Вошива (лівий берег), вище за течією на відстані 3 км розташоване село Олександрівка, нижче за течією на відстані 3 км розташоване село Кобзівка. Селом тече пересихаючий струмок з декількома загатами. Через село пролягає автошлях регіонального значення  Р79.

## Історія
Село засноване 1885 року. З 7 березня 1923 року перебувало у складі Кегичівського району.
У 1932—1933 роках село зазанало геноциду українського народу, вчиненого урядом СРСР. Наразі кількість жертв не встановлена.
12 червня 2020 року, відповідно до розпорядження Кабінету Міністрів України № 725-р «Про визначення адміністративних центрів та затвердження територій територіальних громад Харківської області», село увійшло до складу Кегичівської селищної громади.
19 липня 2020 року, в результаті адміністративно-теритроріальної реформи та ліквідації Кегичівського району, село увійшло до складу новоутвореного Красноградського (Берестинського) району.

## Економіка
- Молочно-товарна, свино-товарна і птахо-товарна ферми, машино-тракторні майстерні.
- ПП «Андріївка».
- ПФ «Меліса», аптеки.
- Фермерське господарство «Морозівське».
- Фермерське господарство «Лідія-А».

## Об'єкти соціальної сфери
- Дитячий дошкільний навчальний заклад.
- Андріївська загальноосвітня школа I—III ст.

## Релігія
- Свято-Покровський храм.